# Всесвітня виставка «Століття прогресу»
Всесвітня виставка «Століття прогресу» (англ. Century of Progress International Exposition), також відома як Чиказька всесвітня виставка (англ. Chicago World's Fair) — всесвітня виставка, що проходила в місті Чикаго, штат Іллінойс, США, з 1933 по 1934 рік. Виставка, зареєстрована Міжнародним Бюро Виставок, була приурочена до сторіччя міста. Темою виставки, оформленої переважно в стилі арт-деко, були інноваційні технології, а її девізом — «Наука знаходить, промисловість застосовує, людина пристосовується» (англ. Science Finds, Industry Applies, Man Conforms), що свідчило про те, що наука та американське життя поєднані. Архітектурним символом ярмарку став Sky Ride — транспортний міст, розташований перпендикулярно до берега, яким можна було проїхатися з одного боку ярмарку на інший.
В одному з описів виставки зазначалося, що світ, «який тоді ще загруз у недузі Великої депресії, міг зазирнути у щасливе недалеке майбутнє, рушійною силою якого були інновації в науці та технологіях». Відвідувачі виставки побачили останні дива залізничного транспорту, автомобілів, архітектури і навіть роботів, що палять сигарети. Експозиція «акцентувала увагу на технологіях і прогресі, утопії або досконалому світі, заснованому на демократії та виробництві».

## Контекст

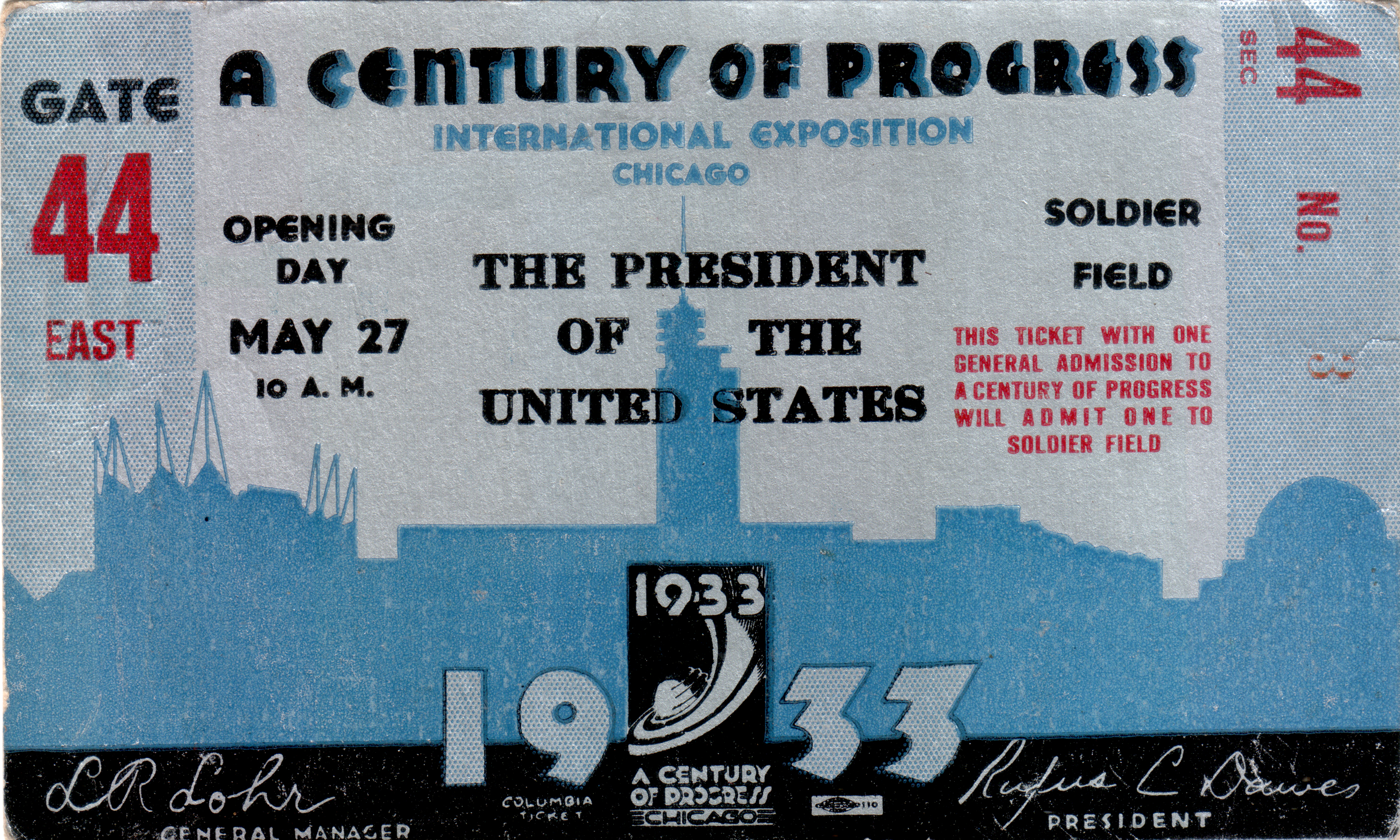
Квиток на церемонію відкриття у Солджер-філд

«Століття прогресу» було організовано як неприбуткову корпорацію штату Іллінойс у січні 1928 року з метою планування та проведення Всесвітньої виставки в Чикаго у 1934 році. Міська влада виділила три з половиною милі нещодавно відвойованої землі вздовж берега озера Мічиган між 12-ю та 39-ю вулицями на південній стороні для виставкового центру. Експозиція вартістю 37 500 000 доларів, розміщена на 427 акрів (1,73 км2) парку Бернем, була офіційно відкрита 27 травня 1933 року генеральним директором Пошти США Джеймсом Фарлі під час чотиригодинної церемонії, що відбулася на Солджер-філд. Вечір відкриття виставки розпочався з привітання небес. Освітлення активувалося автоматично, коли було виявлено промені зірки Арктур. Зірка була обрана тому, що її світло почало свою подорож приблизно під час попередньої всесвітньої виставки в Чикаго — Всесвітньої Колумбійської виставки у 1893 році. Промені фокусувалися на фотоелементах у низці астрономічних обсерваторій, а потім перетворювалися на електричну енергію, яка передавалася до Чикаго.

## Виставкові об'єкти

Міжнародна виставка «Століття прогресу» — карта, намальована Тоні Саргом

Будівлі виставки були різнокольоровими, щоб створити «Райдужне місто» на відміну від «Білого міста» попередньої Всесвітньої Колумбівської виставки в Чикаго. Будівлі загалом відповідали архітектурі модерну, на відміну від неокласичної тематики, що використовувалася на виставці 1893 року. Однією з відомих особливостей ярмарку були виступи танцівниці Саллі Ренд. Хел Перл, тоді відомий як «наймолодший органіст Чикаго», а згодом «король органу», був офіційним органістом виставки. Мері Енн Макардл та її сестра Ізабель (з Великобританії) виконували ірландські танці. Іншими популярними експозиціями були різні автовиробники, Мідвей (наповнений нічними клубами, такими як «Старе Марокко», де виступали майбутні зірки Джуді Ґарленд, Cook Family Singers та Сестри Ендрюс), а також експозиціями з відтворення важливих сцен з історії Чикаго. Виставка також містила експозиції, які можуть здатися шокуючими для сучасної аудиторії, зокрема образливі зображення афроамериканців, «Місто ліліпутів» з «шістдесятьма ліліпутами» та виставка інкубаторів зі справжніми немовлятами.
Під час планування виставки кілька афроамериканських груп з числа новоприбулого населення міста проводили кампанію за вшанування Жана-Батиста Пуен дю Сабля. Зважаючи на те, що в той час мало хто з чикагців навіть чув про Пуена дю Сабля, організатори ярмарку представили будівництво форту Дірборн у 1803 році як історичний початок міста. Кампанія була успішною, і репліка хатини Пуена дю Сабля була представлена як частина «тла історії Чикаго». Також на виставці була представлена «Група Лінкольна» — реконструкція будівель, пов'язаних з біографією Авраама Лінкольна, включаючи будиночок, в якому народився Авраам Лінкольн, магазин «Лінкольн-Беррі», чиказький вігвам (у зменшеному масштабі) і таверну «Ратледж», яка слугувала рестораном.
Однією з експозицій став корабель полярної експедиції адмірала Річарда Берда «Нью-Йорк». Цю експозицію відвідав президент Франклін Рузвельт, коли приїхав на виставку 2 жовтня 1933 року. «Нью-Йорк» був представлений протягом усієї виставки.

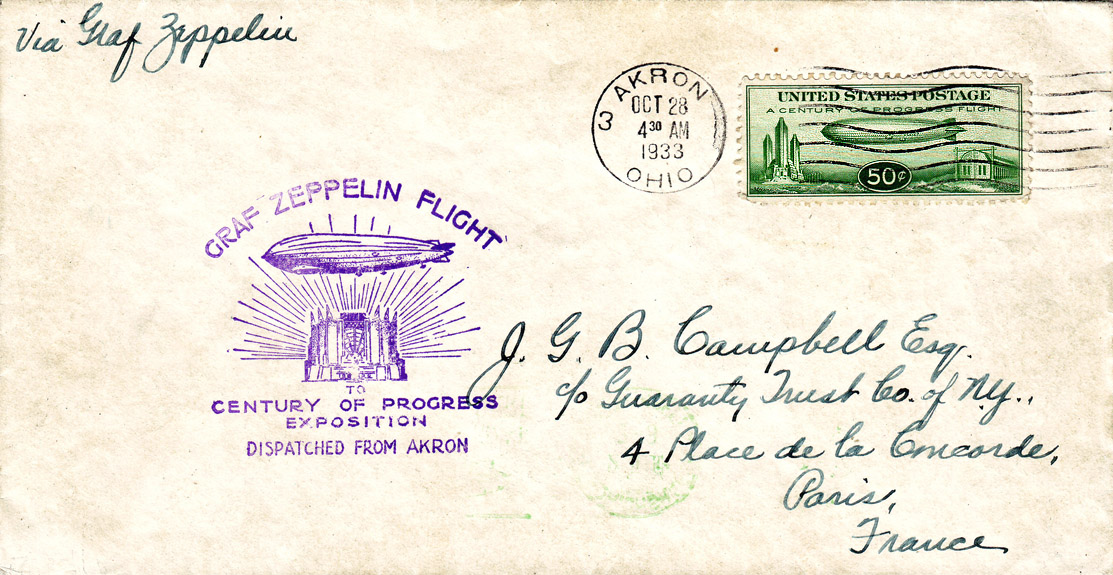
Поштовий конверт, який був перевезений на дирижаблі «Граф Цеппелін» під час виставки «Століття прогресу». Конверт був франкований спеціальною авіапоштовою маркою США, випущеною на честь візиту дирижабля.

Однією з найяскравіших подій Всесвітньої виставки 1933 року стало прибуття німецького дирижабля «Граф Цеппелін» 26 жовтня 1933 року. Після двогодинного кружляння над озером Мічиган поблизу експозиції, командир Гуго Еккенер посадив 776-футовий дирижабль у сусідньому аеропорту Кертіс-Райт у Гленв'ю. Дирижабль залишався на землі двадцять п'ять хвилин (з 13:00 до 13:25), але потім злетів перед фронтом штормової погоди, що наближався, і попрямував до Акрона, штат Огайо.
Окремою темою на виставці був «автомобіль мрії», де американські автовиробники представили свої автомобілі. Duesenberg представив ультра-розкішний седан Twenty Grand з кузовом Rollston. Cadillac представив свій Cadillac V16. Експозиція Nash Motors мала варіацію на тему вертикального (тобто, ліфтогового підйомника) гаража. Lincoln представив свій задньомоторний «концепт-кар», попередник Lincoln-Zephyr, який вийшов на ринок у 1936 році, але вже з переднім двигуном. Pierce-Arrow представив свій модерністський Pierce Silver Arrow, для якого було використано слоган «Suddenly it's 1940!». Але саме Packard здобув перемогу, знову представивши модель Packard Twelve. Корпорація Ford, яка відмовилася від участі у 1933 році, виявивши, що павільйон на виставці забезпечив General Motors, яка конкурує з нею, широку рекламу, звела у 1934 свій власний павільйон в центрі якої був гігантський глобус.
Довготривалою експозицією стала виставка «Будинки майбутнього» 1933 року, яка демонструвала сучасну зручність житла та креативні практичні нові будівельні матеріали і технології з дванадцятьма моделями будинків, спонсорами яких виступили кілька корпорацій, пов'язаних з декором і будівництвом житла.

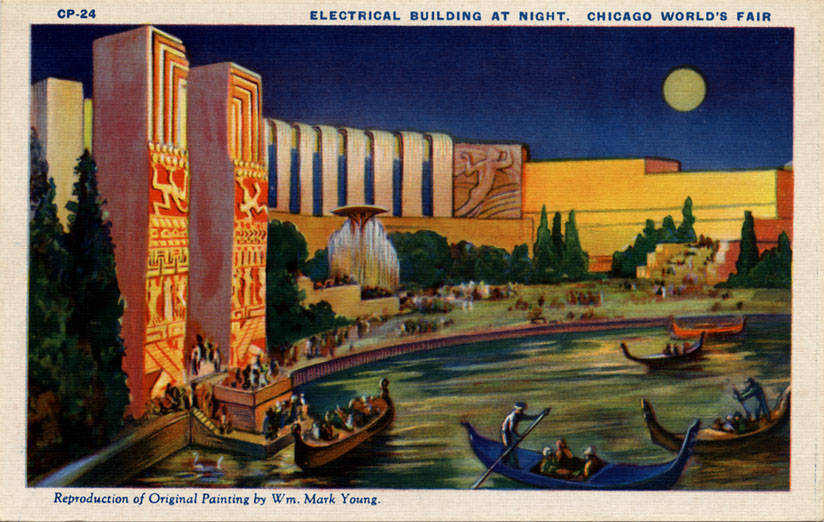
«Електрифікована будівля вночі», художник Вільям Марк Янг

Морська художниця Гільда Ґолдблат Ґоренштейн намалювала дванадцять стінописів для виставки ВМС у Федеральній будівлі для ярмарку. Фриз складався з дванадцяти фресок, що зображували вплив морської сили на Америку, починаючи з заснування поселення Джеймстаун, штат Вірджинія, у 1607 році, коли морська сила вперше досягла Америки, і закінчуючи Першою світовою війною. Ці мурали ілюструють, як морська сила сприяла колонізації, торгівлі, військовим перемогам та загальному розвитку країни. Інший набір фресок, намальованих Вільямом Марком Янгом для виставки штату Огайо, згодом був перенесений до будівлі штату Огайо.
У рамках виставки в Коміскі-парку (домашній майданчик Чикаго Уайт Сокс) відбувся перший Матч всіх зірок МЛБ (Major League Baseball All-Star Game).
У травні 1934 року залізниця «Залізниця тихоокеанського союзу» представила свій перший обтічний потяг М-10000, а залізниця Чикаго, Берлінгтона та Квінсі — знаменитий Zephyr, який 26 травня здійснив рекордний пробіг з Денвера, штат Колорадо, до Чикаго за 13 годин і 5 хвилин, за що отримав назву Dawn-to-Dusk Dash («Пробіг від світанку до заходу»). На завершення свого рекордно швидкісного рейсу Zephyr ефектно прибув на сцену виставки на транспортному конкурсі «Крила століття». Ці два потяги започаткували еру промислової раціоналізації. Обидва потяги згодом почали успішно експлуатуватися: City of Salina від «Юніон Пасифік» обслуговував маршрут між Канзас-Сіті та Саліною, штат Канзас, а Zephyr відомий як перший «Pioneer Zephyr» від Денвера до Чикаго. Зараз Zephyr виставлений у Музеї науки та промисловості в Чикаго.
Френк Бак облаштував виставку диких тварин «Табір Френка Бака в джунглях». Понад два мільйони людей відвідали відтворене Баком табірне містечко, в якому він жив разом зі своїми помічниками-тубільцями, збираючи тварин в Азії. Після закриття виставки Бак переніс табір до створеного ним комплексу в Емітівіллі, штат Нью-Йорк.

### Павільйон «Україна»
Мерією міста Чикаго в 1933 році від 14-ого по 20-е серпня було проголошено Український тиждень, а 19 серпня – Український день. Це створило передумови для представлення національного павільйону. Попри те, що українці не мали незалежної держави, та протест тодішнього народного комісара закордонних справ СРСР Максима Литвинова, українська діаспора отримала право на будівництво й облаштування власного павільйону. Павільйон «Україна» мав стати важливою подією для українців у Чикаго та сприяв консолідації українських громад із різних країн. Він був побудований за рахунок зборів серед української громади і таким чином став єдиним національним павільйоном, який не був спонсорований урядом. Павільйон мав на меті представити культуру та досягнення українців світовій аудиторії. В павільйоні демонструвалися різноманітні артефакти, включаючи оригінальні архітектурні креслення Української Технічної Школи м. Львова, нотатки комітету планування, записи візитів високих посадовців, муніципальні документи та сертифікати, фотографії павільйону, членів комітету та відвідувачів.
Експозиція включала в себе музей народних ремесел. Голова Союзу українок Америки Олена Лотоцька оформила  кімнату вишивки. За концертну програму відповідав хореограф Василь Авраменко. Завдяки його лобіюванню біля українського павільйону було збудовано літній театр, в якому виступали духовий оркестр під керівництвом Максима Оленського, відомий український мішаний хор, створений у 1928 році Юрієм Бенецьким, Музичний театр ім. Мирошниченка, а також оркестр Гаррісонської середньої школи, що складався з 95 музикантів під керівництвом капітана Івана Барабаша. Понад 400 представників молодіжних організацій зі США та Канади зібралися в Чикаго на свій форум, а Союз українок Америки провів свій з'їзд, під час виставки відбулися зустрічі американських бізнесменів українського походження. Наймасовіша подія відбулася 16 серпня 1933 року - конкурс краси. Серед 25 учасниць головну корону виборола 18-річна українка Марія Любас. Дівчину коронували як принцесу української діаспори. Вхід до українського павільйону коштував 50 центів для дорослих, 25 центів для дітей, а для тих, хто прийшов у вишиванці, вхід був безкоштовний. В окремому “Будинку Архипенка” розгорнулася персональна виставка скульптора Олександра Архипенка, де було представлено 44 роботи майстра.

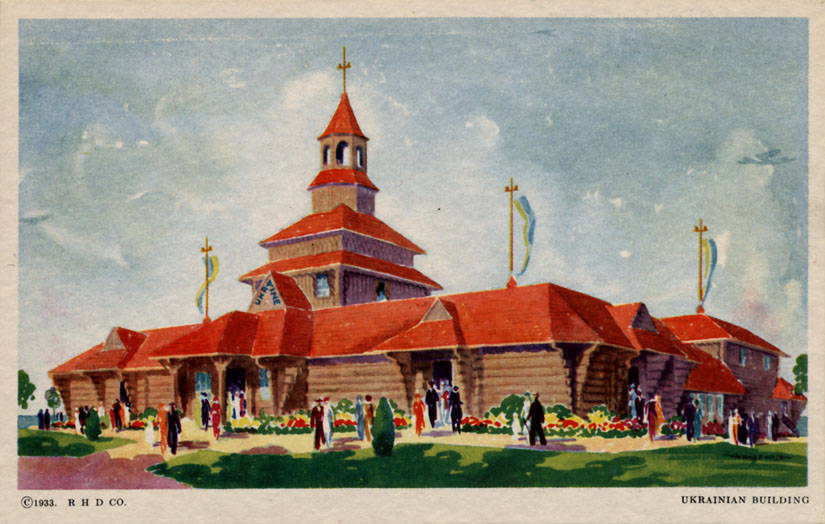
Листівка павільйон «Україна»
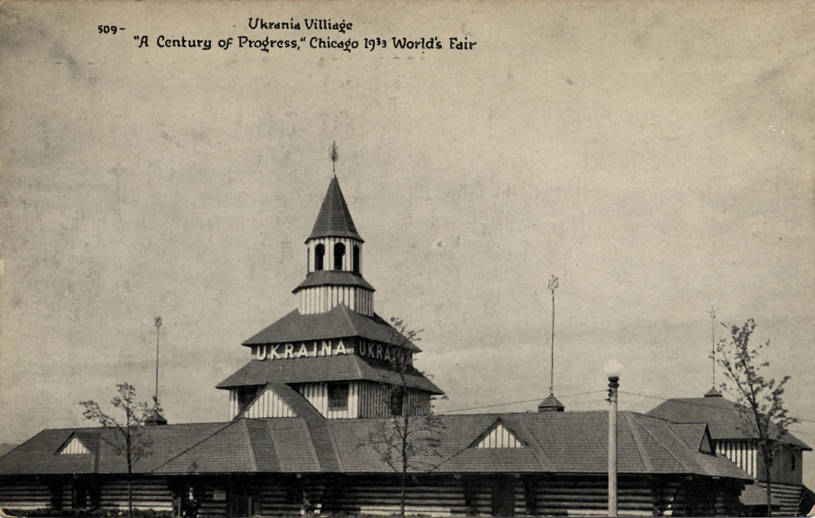
Павільйон «Україна»
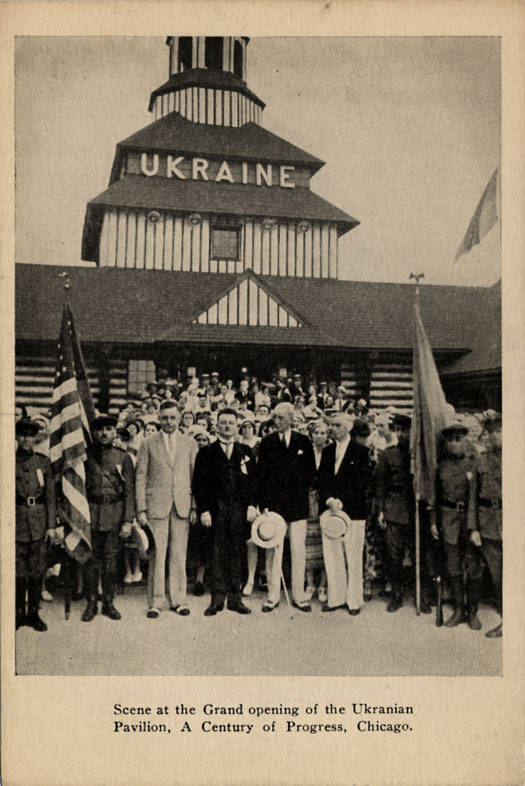
Відкриття павільйону

## Архітектура

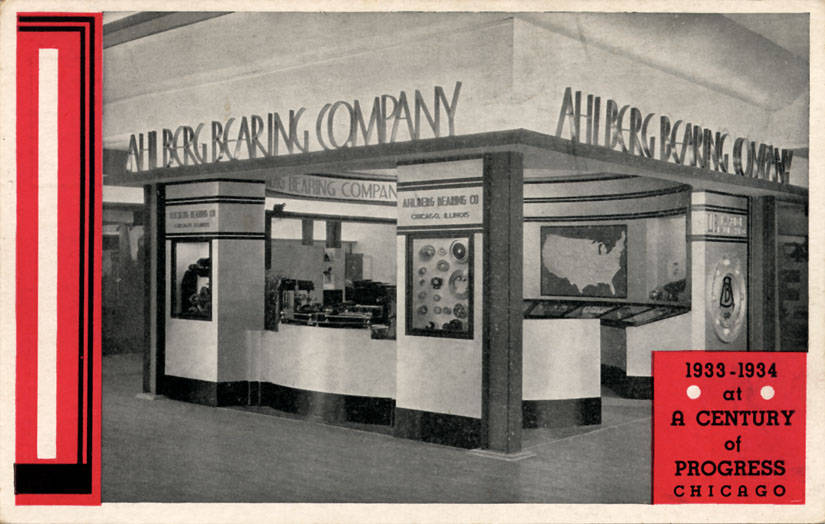
Павільйон Ahlberg Bearing Company на виставці

Планування дизайну виставки розпочалося за п'ять років до дня відкриття. Згідно з офіційною постановою, рішення щодо планування території та архітектурного стилю експозиції було передано архітектурній комісії, яку очолили Пол Крет і Реймонд Гуд. До складу комісії входили місцеві архітектори Едвард Беннетт, Джон Голаберд і Г'юберт Бернем. Френк Ллойд Райт був спеціально виключений зі складу комісії через свою нездатність добре працювати з іншими, але все ж таки розробив три концептуальні схеми для виставки. Члени цього комітету спроектували більшість великих тематичних виставкових павільйонів.
Від самого початку члени комісії поділяли переконання, що будівлі не повинні переосмислювати архітектурні форми минулого — як це було зроблено на попередніх виставках, таких як Всесвітня Колумбова виставка 1893 року в Чикаго, — а натомість повинні відображати нові, сучасні ідеї, а також передбачати майбутні архітектурні зміни. Оскільки виставковий центр знаходився на новій штучній землі, яка належала штату, а не місту, земля спочатку була вільною від суворих будівельних норм Чикаго, що дозволило архітекторам дослідити нові матеріали та будівельні техніки. Це дозволило спроектувати і побудувати широкий спектр експериментальних будівель, які з часом включали великі загальні виставкові зали, такі як Зал науки (Пол Крет) і Федеральний корпус (Беннет, Бернем і Голаберд); корпоративні павільйони, в тому числі будівлю General Motors (Альберт Кан) і павільйон Sears (Німмонс, Карр і Райт); футуристичні моделі будинків, найпопулярнішим з яких був дванадцятигранний Будинок майбутнього (Джордж Фредерік Кек); а також прогресивні іноземні павільйони, включаючи Італійський павільйон (Маріо де Ренці та Адальберто Лібера); та історичні та етнічні розважальні майданчики, такі як Бельгійське село (брати Бернем з Альфонсом де Рідтом), та Вулиці Парижа (Ендрю Реборі та Джон В. Рут), де виступала танцівниця Саллі Ренд. Ці будівлі були побудовані з п'ятишарової фанери дугласової ялиці, ребристого металевого сайдингу та збірних дощок, таких як масоніт, листовий метал, мейзвуд, а також інших нових штучних матеріалів. Виставлені будівлі були без вікон (але яскраво освітлені). На виставці можна було побачити нові інноваційні споруди та конструкції, що відображали прогрес у будівельній сфері. Серед них найперший катенарний дах у США був побудований для купола будівлі Travel and Transport Building, спроектованої архітекторами Беннетом, Бернемом та Голабірдом. І перший дах з тонкошарового бетону у США на невеликій багатосклепінчастій молочній фермі Брук-Гілл, побудованій до сезону виставки 1934 року.

## Пізніші події

### Спалах амебної дизентерії
Під час виставки сталася епідемію амебіазу. З червня по листопад 1933 року більше 1000 випадків зараження було пов'язано з виставкою, що призвело до 98 смертей. Інженер Джоел Конноллі з Чиказького Бюро санітарної інженерії виявив, що вади в системі водопостачання дозволили стічним водам забруднювати питну воду в двох готелях, що і стало причиною епідемії.

### Продовження
Спочатку виставка «Століття прогресу» була запланована на період до 12 листопада 1933 року, але через велику популярність її було подовжено до 31 жовтня 1934 року. Виставка фінансувалася за рахунок продажу членських внесків, що дозволяло придбати певну кількість квитків. Під час Великої депресії було зібрано більше 800 000 доларів, а 10 мільйонів було зібрано за допомогою облігацій, які були випущені 28 жовтня 1929 року, за день до обвалу фондового ринку. До моменту закриття ярмарку у 1933 році половина цих облігацій була викуплена, а весь борг був виплачений до моменту закриття ярмарку в 1934 році. Вперше в американській історії міжнародний ярмарок окупив себе, зібравши 48 769 227 відвідувачів за два роки. За 170 днів виставки з 27 травня 1933 року було продано 22 565 859 квитків, а за 163 дні з 26 травня 1934 року було продано 16 486 377 квитків, всього 39 052 236 квитків.

## Надбання

Прапор Чикаго з 1933 по 1939 роки, з третьою зіркою, доданою на честь виставки

На більшій частині території виставки зараз розташований парк Нордерлі-Айленд (після закриття Мейгз-Філд) та МакКормік-Плейс. Пам'ятник Бальбо, подарований Чикаго Беніто Муссоліні на честь трансатлантичного перельоту генерала Італо Бальбо 1933 року, досі стоїть біля Солджер-філд. У 1933 році місто додало третю червону зірку до свого прапора на честь виставки «Століття прогресу» (зараз на прапорі зображено чотири зірки). У зв'язку з ярмарком італо-американська громада Чикаго зібрала кошти і подарувала статую генуезького мореплавця і дослідника Христофора Колумба. Він був розміщений в південному кінці Грант-парку, неподалік від місця проведення ярмарку.
У Польському музеї Америки зберігається картина Станіслава Батовського-Качора «Смерть Пулавського під Саванною», яка була виставлена на виставці «Століття прогресу» і здобула перше місце. Після закриття виставки картина була переміщена у Чиказький художній інститут, де 10 липня 1934 року її представила Елеонора Рузвельт. Картина виставлялася в художньому інституті до моменту її придбання Альянсом польських жінок від імені Польського музею.
Поштове відомство США випустило спеціальну п'ятдесятицентову поштову марку «Повітряна пошта» (номер за каталогом Scott C-18) на честь візиту німецького дирижабля, на якій зображено (зліва направо) Федеральну будівлю ярмарку, дирижабль «Граф Цеппелін» у польоті та його домашній ангар у Фрідріхсгафені, Німеччина. Цю марку неофіційно називають «Малюк Цеп», щоб відрізнити її від набагато цінніших марок 1930 року «Граф Цеппелін» (C13-15). Окремо від цього випуску, для ярмарку Пошта також надрукувала пам'ятні поштові марки номіналом 1 та 3 центи, на яких зображено відповідно форт Дірборн та модерністську Федеральну будівлю. Вони також були надруковані на окремих сувенірних аркушах у вигляді блоків по 25 штук (каталожні номери 728-31). У 1935 році аркуші були перевидані (Scott 766-67).
З жовтня 2010 року по вересень 2011 року в Національному будівельному музеї у Вашингтоні, округ Колумбія, проходила виставка під назвою Designing Tomorrow: America's World's Fairs of the 1930s. На цій виставці були представлені різноманітні експонати, що демонстрували всесвітні виставки 1930-х років у США, зокрема виділялася виставка «Століття прогресу» в Чикаго.

### У масовій культурі
- У романі Нельсона Олгрена «Людина у чоботях» 1935 року описується Чиказька всесвітня виставка 1933-34 років, а «Століття прогресу» описується як «короткочасове місто, що з'явилося з прерій і знову припало пилом».[41]
- Дж. Шеперд описав відвідини виставки «Століття прогресу» в дитинстві у книзі 1966 року «На Бога уповаємо»: Всі інші платять готівкою.[42]
- У «Справжньому детективі», романі Макса Аллана Коллінса про приватного детектива 1983 року, в якому вперше з'являється його персонаж Нейт Геллер. Геллера наймають консультантом з питань безпеки на виставку, і значна частина дії роману відбувається саме там. Роман отримав нагороду «Шамус» від Американської асоціації приватних детективних письменників за найкращий роман.[43]
- У своєму романі «Джерело» Айн Ренд описує всесвітню виставку під назвою «Марш століть». Незважаючи на те, що «Марш століть» відбувся у 1936 році, він має разючу схожість з експозицією «Століття прогресу»: його теж спроектувала група архітекторів; архітектора Говарда Рорка спочатку запросили, але згодом відмовили йому в участі у плануванні (оскільки його прототип Френк Ллойд Райт не був включений до складу комісії), а сам ярмарок відкрився у травні. Ренд описала ярмарок як «жахливий провал» і згадала, що його єдиною визначною пам'яткою була «якась Хуаніта Фей, яка танцювала з живим павичем як єдиним одягом» (опис, явно заснований на виступі Саллі Ренд).[44]

### Ресурси
Основний архів матеріалів пов'язаних з «Століттям прогресу», включаючи офіційні записи та документи генерального менеджера виставки Ленокса Лоора, зберігається в спеціальних колекціях Університету Іллінойсу в Чикаго.
Додаткові матеріали, включаючи зображення, зберігаються в бібліотеках Райерсона та Бернема в Чиказькому художньому інституті. Колекція «Століття прогресу» включає фотографії, путівники, брошури, карти, архітектурні креслення та сувеніри. До конкретних колекцій з матеріалами належать проект усної історії архітекторів Чикаго, папери Даніеля Х. Бернема молодшого і Губерта Бернема, колекція Едварда Х. Беннетта та фотографії Вурхіса, Гмеліна та Вокера.

## Галерея

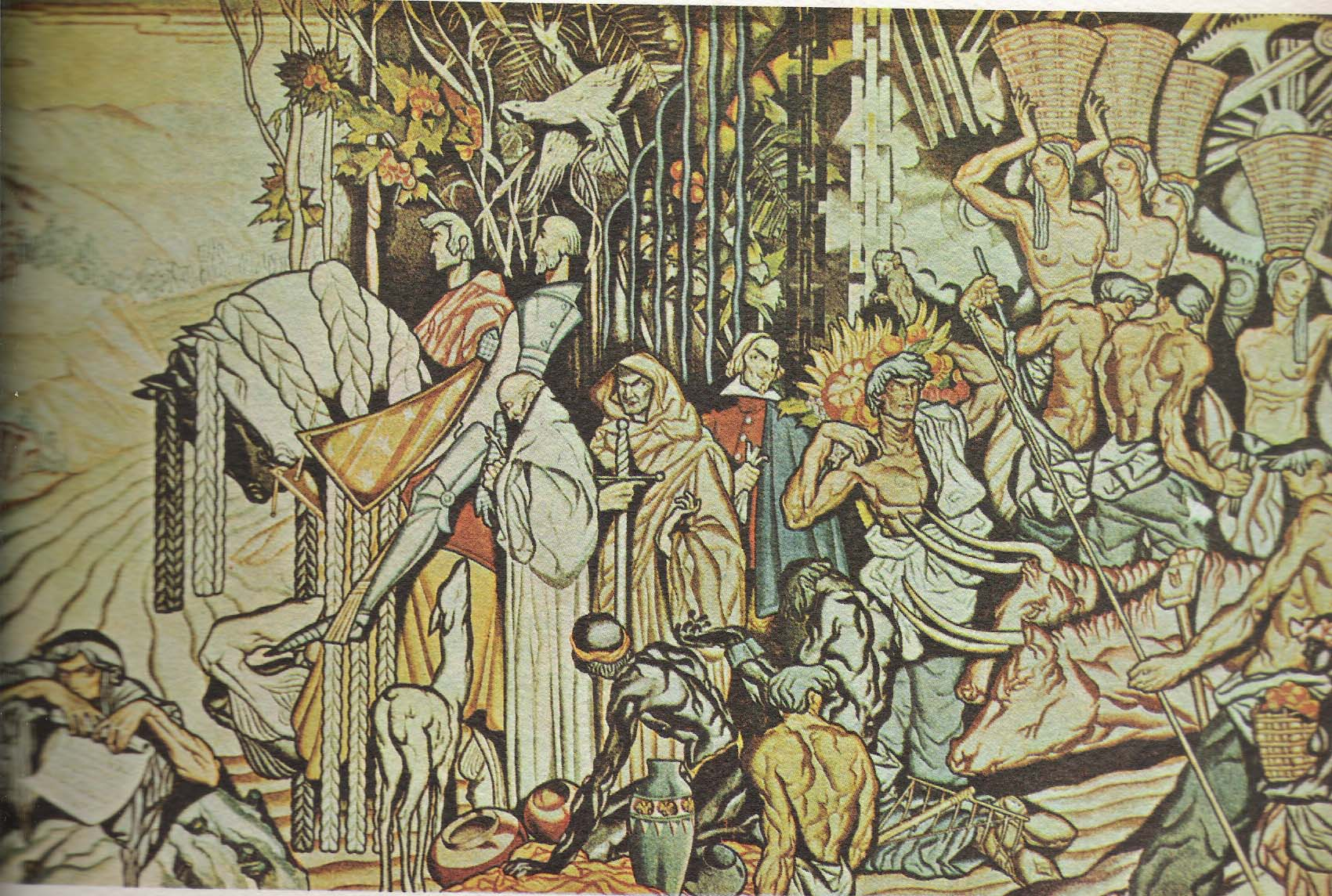
Мурал загальної експозиції 3-го павільйону
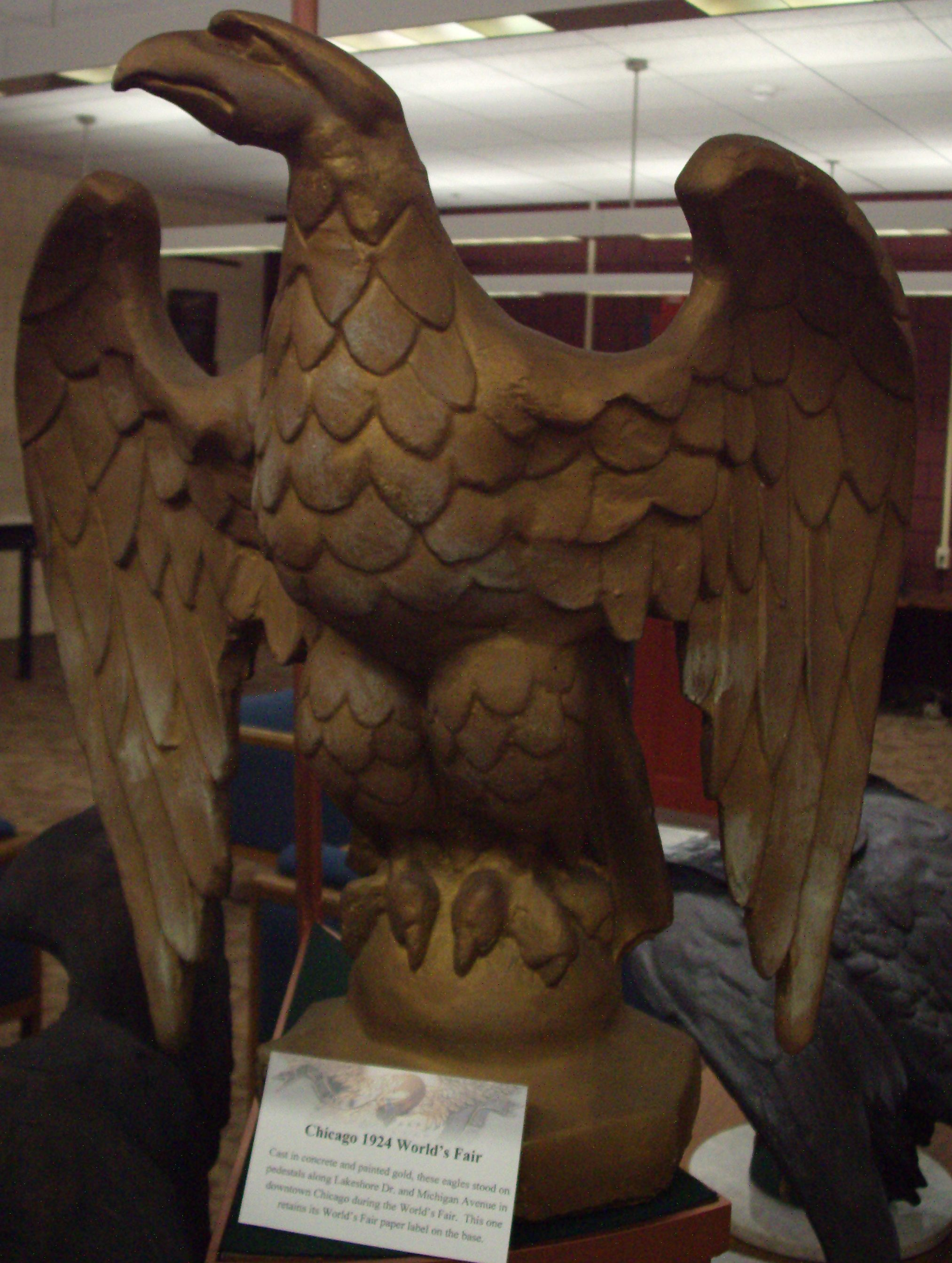
Один з орлів, які стояли на постаментах уздовж Лейкшор-драйв і Мічиган-авеню в центрі Чикаго під час Всесвітньої виставки.
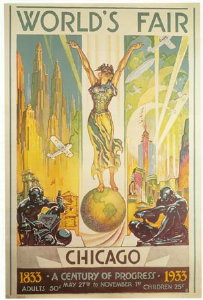
Плакат для виставки від Глена С. Шеффера
План виставки, що вказує назву та розташування більшості експонатів. З файлів помічника менеджера з продажу квитків Джозефа Бейкера.
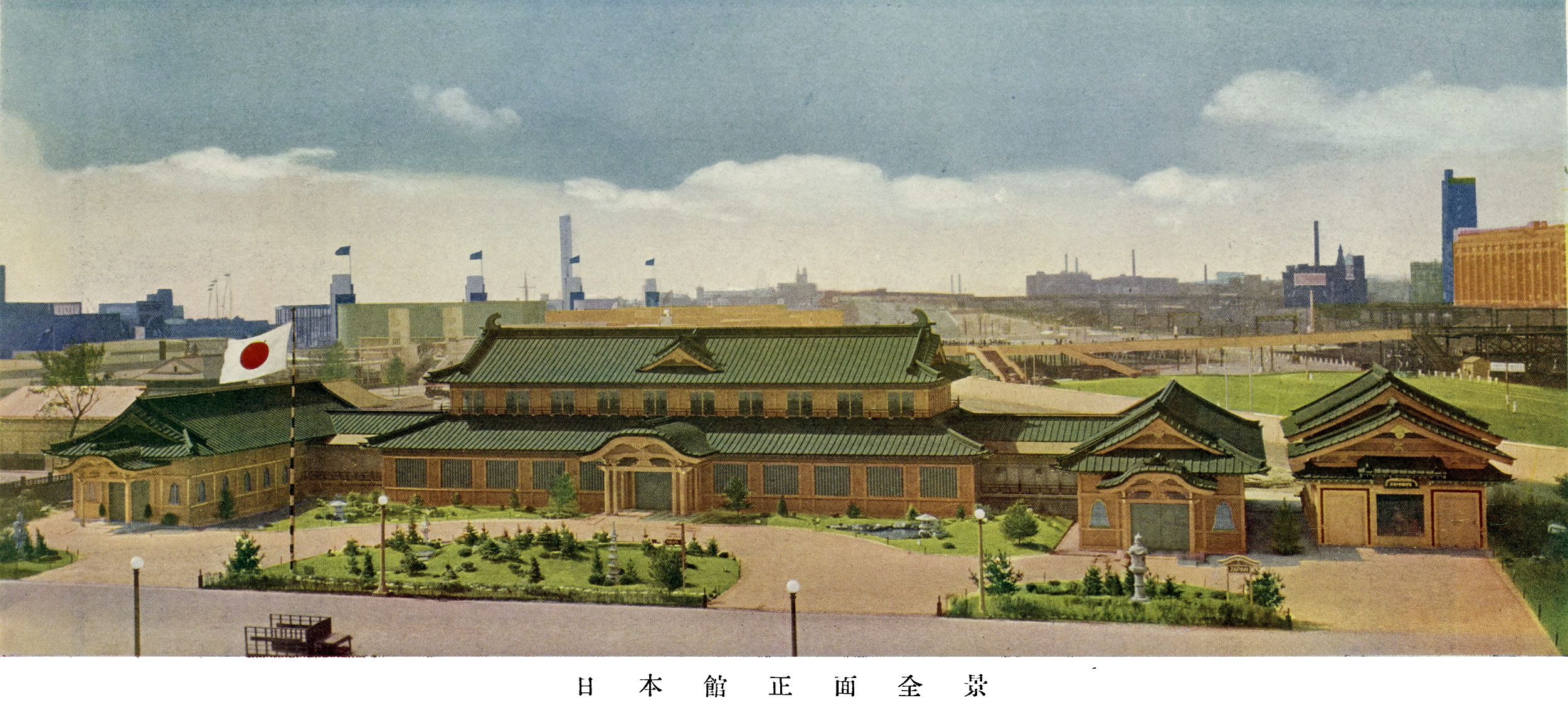
Японські офіційні будівлі павільйону на Всесвітній виставці 1933 року з садами, побудованими чиказьким японським будівельником садів Т. Р. Оцука
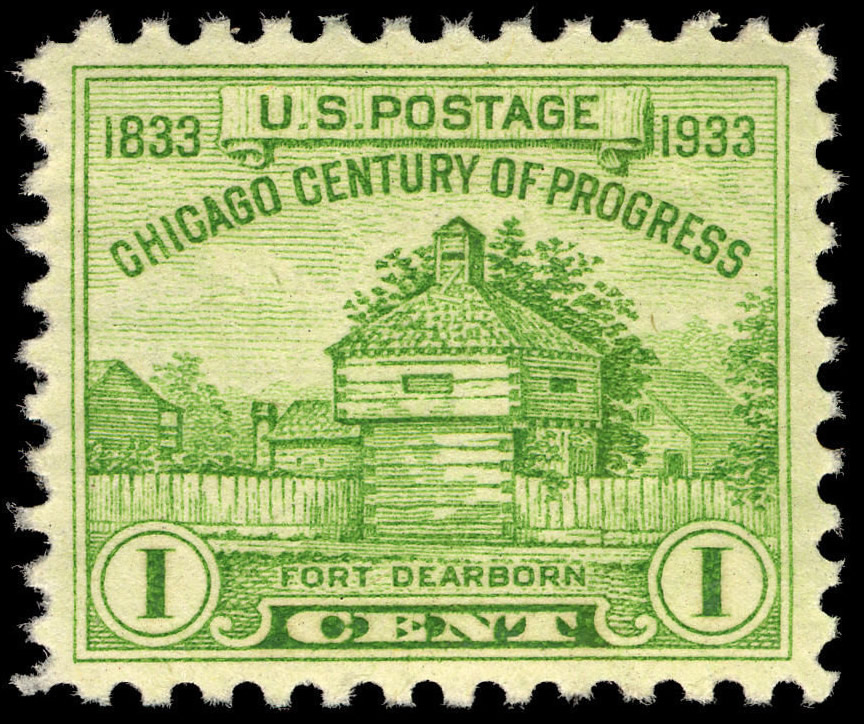
Форт Дірборн
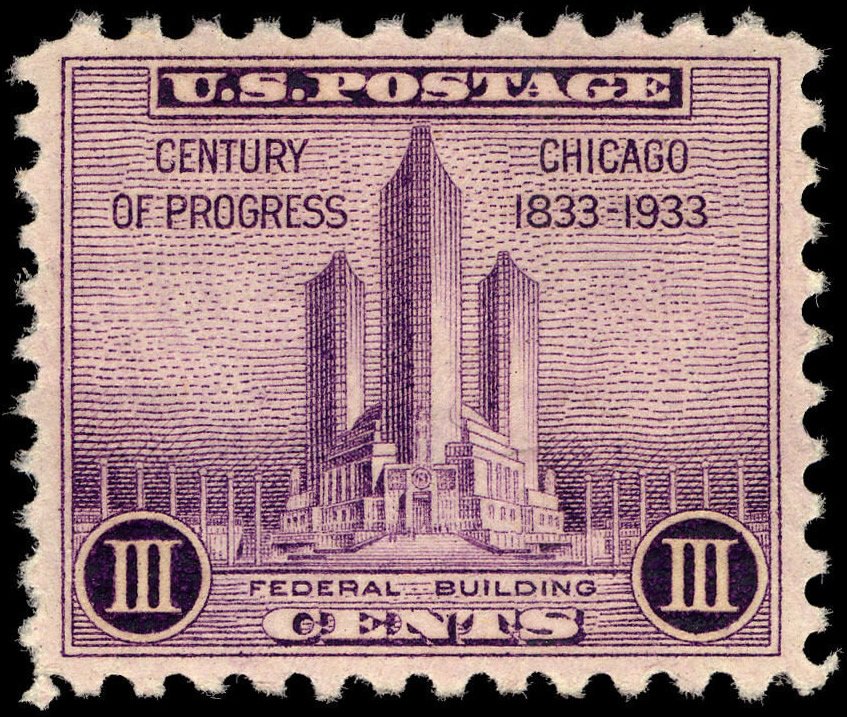
Федеральна будівля
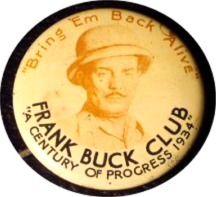
Сувенірний значок Френка Бака